# Remington 1875/1890 SA Army

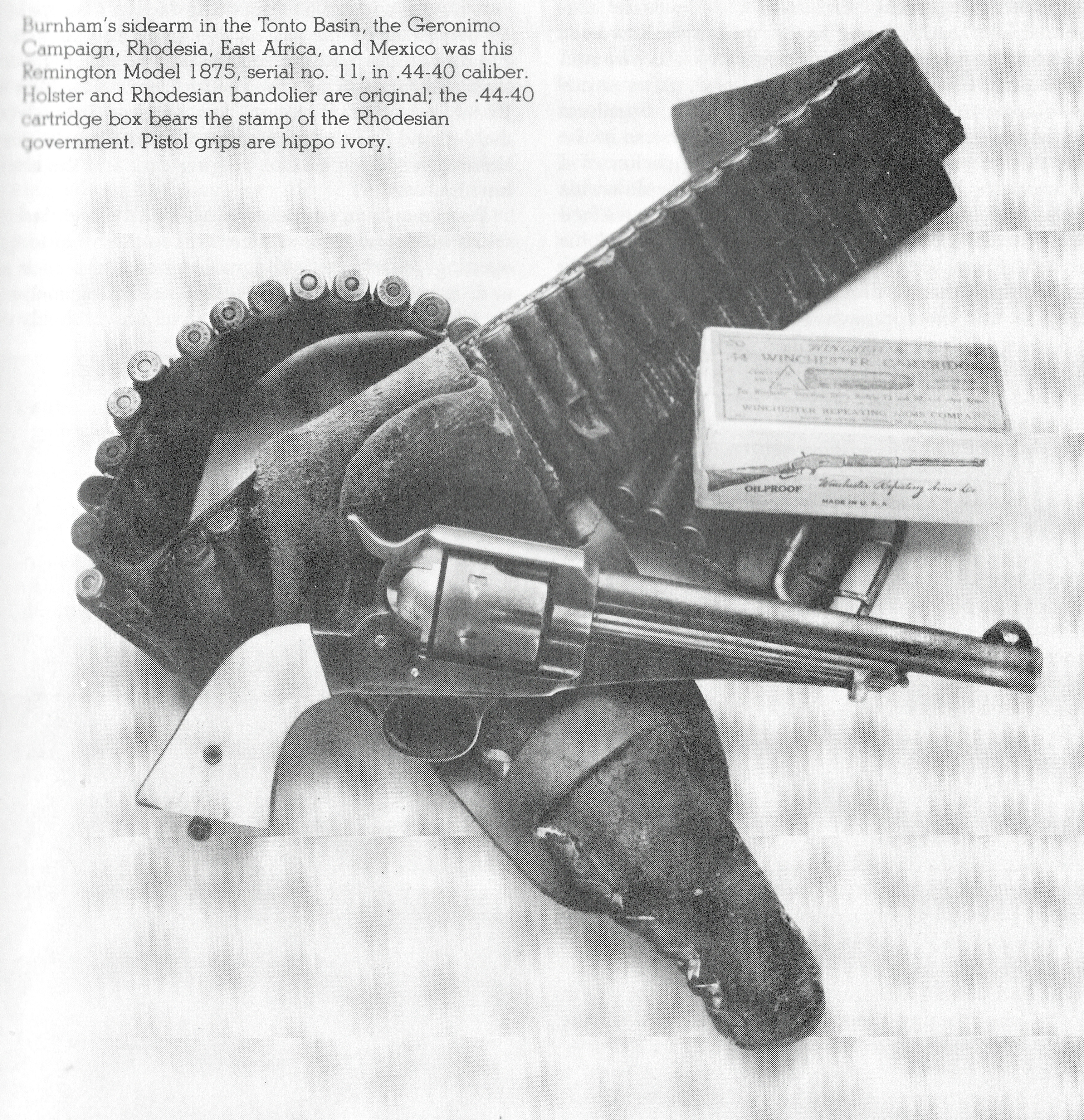
Remington Model 1875 Single Action Army

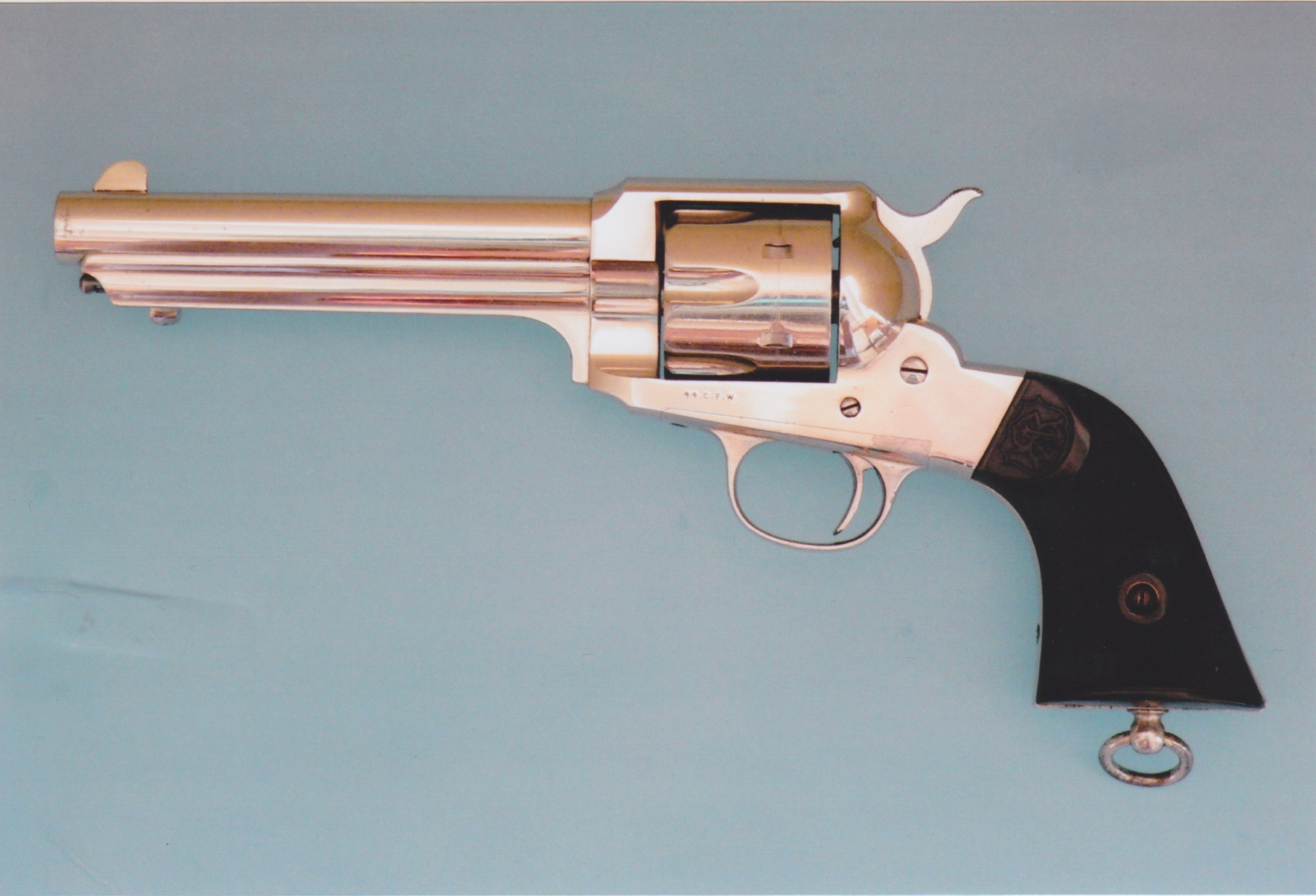
Remington Model 1890 Single Action Army

Le Remington 1875 SA Army (SA pour Single Action, 'à action simple') fut un révolver  fabriqué par Remington Arms pour concurrencer le Colt 1873 SA Army sur les marchés civils et militaires. 

## Présentation
Ce gros revolver succédait au Remington New Army/Navy Revolver à chargement par la bouche et à ses conversions conçu pour l'utilisation de cartouches métalliques. Il en reprenait la forme générale (carcasse fermée, poignée relativement courte et renfort triangulaire du canon). Néanmoins, il a été conçu uniquement pour utiliser des cartouches métalliques chargées à la poudre noire. Comme beaucoup de ses concurrents de l’époque, son barillet est de type non basculant associé avec une tige d'éjection et une portière de chargement. Il fonctionne en simple action, ce qui veut dire que chaque coup ne peut partir que si le tireur a préalablement armé lui-même le chien: ce dernier est à  percuteur central. Son calibre est de 11 mm (.44-40) ou 11,43 mm (.45 LC). Les organes de visée sont constitués d’une rainure en U et d’un guidon fixe. Le canon comporte 5 rayures, long de 5 3/4 pouces (14,6 cm) ou 7 1/2 pouces (19,05 Cm). La crosse possède des plaquettes lisses en bois et souvent un anneau pour dragonne.

## Les Remington 1888 et 1890
Il céda sa place à un modèle de transition en 1888, fabriqué à 1 000 exemplaires, qui deviendra le Remington Model 1890 Single Action Army. Ce Model 1890 n'était disponible qu'en calibre .44-40, avec une longueur de canon de 7 1/2 pouces ou 5 1/2 pouces. Ce modèle est reconnaissable à l'absence du renfort triangulaire du canon. Il fut fabriqué à 2 020 exemplaires entre 1891 et 1896.

## Diffusion
Seulement 25 000 de ces révolvers sortirent des usines Remington entre 1875 et 1889. Ce fut un échec au sein de l’United States Army mais il fut vendu au Bureau des affaires indiennes (650 armes environ). Il fut néanmoins livrées aux armées du Mexique à un millier d'exemplaires en 1880 et l’Égypte commanda 10 000 révolvers utilisant une  munition à percussion annulaire mais peu furent effectivement fabriqués et livrés en raison des fortes dettes impayées que ce pays avaient commandés des fusils Remington Rolling Block. Frank James et Butch Cassidy en furent parmi les plus célèbres utilisateurs.

## Données numériques
« Remington 1875 »
- Munitions : .44 Remington, .44-40 WCF, .45 Colt
- Longueur  standard : 33 cm
- Canon standard : 19 cm, 14,6 cm (rare)
- Barillet : 6 coups
- Masse de l’arme vide : 1,25 kg

« Remington 1890 »
- Munitions :  .44-40 WCF
- Longueur  standard : 28 cm
- Canon standard :  14 cm  (19 cm,rare)
- Barillet : 6 coups
- Masse de l’arme vide : 1,10 kg

## Fiction
Les répliques italiennes modernes se retrouvent dans de nombreux westerns produits pour le cinéma ou la TV . L'Uberti 1875 Outlaw arme notamment le Marshal Seth Bullock joué par Timothy Olyphant dans la série Deadwood, le shérif Wyatt Earp  incarné par	Kevin Costner  dans le  biopic 	« Wyatt Earp » de Lawrence Kasdan, James Garner dans Maverick En BD, il arme le bandit et révolutionnaire mexicain Amos dans deux albums de la série Durango.
On a pu aussi l'apercevoir dans les mains de Vic Tablian incarnant le personnage de Barranca durant la célèbre scène d'introduction des Aventuriers de l'Arche Perdue, premier volet de la saga de films Indiana Jones.

## Sources
Cette notice est la synthèse des ouvrages suivants :
- D. BIANCHI, Pistolets et révolvers Remington, l'histoire d'une légende, Crépin-Leblond, 1995
- D. VENNER, Les Armes américaines, J. Grancher, 1986
- Norm Flayderman, Flaydermans Guide to American Firearms, 2008 by Krause Publications, Iola, WI, USA,  (ISBN 089689455X)